# Virslīga 1931
In 1931 werd het vijfde voetbalseizoen gespeeld van de Letse Virslīga. RFK werd kampioen. 

## Eindstand
| Plaats | Club             | Wed. | W  | G | V  | Saldo | Ptn. |
| ------ | ---------------- | ---- | -- | - | -- | ----- | ---- |
| 1.     | RFK              | 14   | 10 | 1 | 3  | 44-19 | 21   |
| 2.     | Olimpija Liepāja | 14   | 9  | 2 | 3  | 38-14 | 20   |
| 3.     | Union            | 14   | 6  | 3 | 5  | 30-30 | 15   |
| 4.     | Riga Wanderer    | 14   | 6  | 3 | 5  | 22-25 | 15   |
| 5.     | LSB              | 14   | 5  | 4 | 5  | 19-22 | 14   |
| 6.     | Amatieris        | 14   | 4  | 5 | 5  | 11-19 | 13   |
| 7.     | ASK              | 14   | 5  | 1 | 8  | 33-38 | 11   |
| 8.     | Cesu SB          | 14   | 1  | 1 | 12 | 13-43 | 3    |

|  | Kampioen |

## Kampioen
| Virslīga 1931           |
| Letland                 |
| ----------------------- |
| RFK Kampioen (5° titel) |